# Comunicación celular
La comunicación celular es la capacidad que tienen todas las células, de intercambiar información fisicoquímica con el medio ambiente y con otras células. La comunicación celular es un mecanismo homeostático, que tiene como objetivo mantener las condiciones fisicoquímicas internas adecuadas para la vida frente a los cambios externos.

## Comunicación de organismos unicelulares
Las células  procariotas (como las bacterias) y las células eucariotas (como los protozoos), viven en un medio acuoso del que reciben múltiples estímulos fisicoquímicos como la luz, temperatura, salinidad, acidez, concentración de otras sustancias, a los que responden generalmente con movimiento, llamado taxia (quimiotaxis, fototaxia). Los organismos unicelulares captan de su microambiente estímulos y procesan la información que reciben a través de una vía de transducción de señales, que controla la dirección del movimiento, de sus pseudópodos, flagelos o cilios. Los seres unicelulares móviles se adaptan al estado físico y químico de su entorno y pueden aproximarse o alejarse de varios estímulos, como un medio de competir para la supervivencia. 
Estos organismos unicelulares también producen sustancias parecidas a las hormonas, que son captadas invaluablemente por individuos de su misma especie mediante receptores celulares de membrana específicos. Este intercambio de información les sirve para iniciar respuestas colectivas a cambios en su entorno, fenómeno conocido como autoinducción; entre los ejemplos de este tipo de respuesta se incluyen el intercambio genético (conjugación bacteriana) y la generación de bioluminescencia.

## Comunicación intercelular en organismos pluricelulares
Las células poseen en la membrana plasmática un tipo de proteínas específicas llamadas receptores celulares encargadas de recibir señales fisicoquímicas del exterior celular.
Las señales extracelulares suelen ser ligandos que se unen a los receptores celulares. Existen tres tipos de comunicación celular según el ligando:
- Contacto celular con ligando soluble (hormona o factor de crecimiento).
- Contacto celular con ligando fijo en otra célula.
- Contacto celular con ligando fijo en la matriz extracelular.

## Sistemas de comunicación celular
La existencia de organismos multicelulares, en los que cada una de las células individuales debe cumplir con sus actividades de acuerdo con los requerimientos del organismo como un todo, exige que las células posean un sistema de generación, transmisión, recepción y respuesta de una multitud de señales que las comuniquen e interrelacionen funcionalmente entre sí.
Estas señales que permiten que unas células influyan en el comportamiento de otras pueden ser eléctricas y fundamentalmente químicas (endocrina, paracrina, autocrina). 

### Comunicación endocrina
En la comunicación endócrina, las moléculas señalizadoras (hormonas) son secretadas por células endocrinas especializadas y se transportan por un conducto común, actuando sobre células diana localizadas en lugares alejados del organismo.
Los animales producen más de 50 hormonas distintas por las glándulas endocrinas.
La comunicación endocrina se lleva a cabo en las células somáticas.

### Comunicación paracrina
La comunicación paracrina es la que se produce entre células que se encuentran relativamente cercanas (células vecinas), sin que para ello exista una estructura especializada como una sinapsis, siendo una comunicación local. La comunicación paracrina se realiza por determinados mensajeros químicos peptídicos como citocinas, factores de crecimiento, neurotoxinas o derivados del ácido araquidónico como prostaglandinas, tromboxanos y leucotrienos. También por histamina y otros tipos.

### Comunicación autocrina
La comunicación autocrina o auto-comunicación es la que establece una célula consigo misma. Este tipo de comunicación es la que establece la neurona presináptica al captar ella misma en sus receptores celulares, los neurotransmisores que ha vertido en la sinapsis, para así dejar de secretarlos o recaptarlos para reutilizarlos. 
Muchas células en crecimiento como las células del embrión o las células cancerosas producen factores de crecimiento y los receptores para esos mismos factores de crecimiento y así perpetuar su proliferación, controlada en el caso del embrión y descontrolada en el caso del cáncer.

### Comunicación yuxtacrina
La comunicación Yuxtacrina por contacto con otras células o con la matriz extracelular, mediante moléculas de adhesión celular. La adhesión entre células homólogas es fundamental para el control del crecimiento celular y la formación de los tejidos, entre células heterólogas es muy importante para el reconocimiento que realiza el sistema inmune. La comunicación yuxtacrina se realiza entre otros mecanismos por medio de las uniones celulares como las uniones gap. Estas en otras palabras se realizan mediante Uniones Celulares

### Comunicación nerviosa
La comunicación nerviosa o comunicación sináptica es un tipo especial de comunicación celular electroquímica, que se realiza entre las células nerviosas. En la neurotransmisión el flujo de información eléctrica recorre la dendrita y el axón de las neuronas en una sola dirección, hasta alcanzar la sinapsis, donde en esa hendidura que separa ambas neuronas, la neurona presináptica segrega unas sustancias químicas llamadas neurotransmisores que son captadas por receptores de membrana de la neurona postsináptica, que transmite y responde a la información. Existen otras dos variedades de comunicación nerviosa que son:
- La neurosecreción o comunicación neuroendocrina, donde una neurona vierte una hormona a la circulación sanguínea para alcanzar a un órgano blanco distante.
- La comunicación neuromuscular, donde las neuronas motoras transmiten el impulso nervioso de contracción a las células musculares a través de una estructura semejante a la sinapsis llamada placa motora.

### Comunicación por moléculas gaseosas
Es la comunicación en la que intervienen como mensajeros sustancias gaseosas como el óxido nítrico y el monóxido de carbono los cuales hacen que el torrente sanguíneo dentro del citoesqueleto fluya sin problemas químicos. Se considera un tipo de comunicación paracrina, sin embargo, hay que destacar que la acción de las dos moléculas gaseosas es distinta, el óxido nítrico es fundamental en los sistemas nervioso, inmune y circulatorio y es capaz de difundir libremente a través de las membranas plasmáticas de las células diana en las que actúa. El monóxido de carbono también funciona como molécula señalizadora en el sistema nervioso y está muy ligada al óxido nítrico, ambas moléculas gaseosas a diferencia de las hormonas esteroideas (que también pueden difundir la membrana) no actúan como factores de transcripción sino que lo hacen modificando la actividad de enzimas diana intracelulares.